# Toury-Lurcy
Toury-Lurcy – miejscowość i gmina we Francji, w regionie Burgundia-Franche-Comté, w departamencie Nièvre.
Według danych na rok 1990 gminę zamieszkiwały 442 osoby, a gęstość zaludnienia wynosiła 17 osób/km² (wśród 2044 gmin Burgundii Toury-Lurcy plasuje się na 500. miejscu pod względem liczby ludności, natomiast pod względem powierzchni na miejscu 256.).